# Jammerbugt
Jammerbugt es una bahía en el norte de Dinamarca, que forma parte del Skagerrak.
Tiene una línea costera en forma de arco de más de 100 km. La bahía está delimitada por el acantilado Bulbjerg en el suroeste y la localidad de Hirtshals en el noreste. La mayor parte de la costa es cambiante. La parte norte, en particular la zona cercana a Lønstrup muestra una erosión constante de su costa, a pesar de que se han establecido protecciones para evitarla. Por el contrario, la parte al sur de Løkken tiene zonas estables o incluso en proceso de expansión. La bahía es rica en recursos pesqueros. El turismo a lo largo de la costa es otra actividad importante.
Su nombre significa «bahía de las desgracias», debido a los numerosos naufragios que se registraban. La bahía le da nombre al municipio de Jammerbugt.

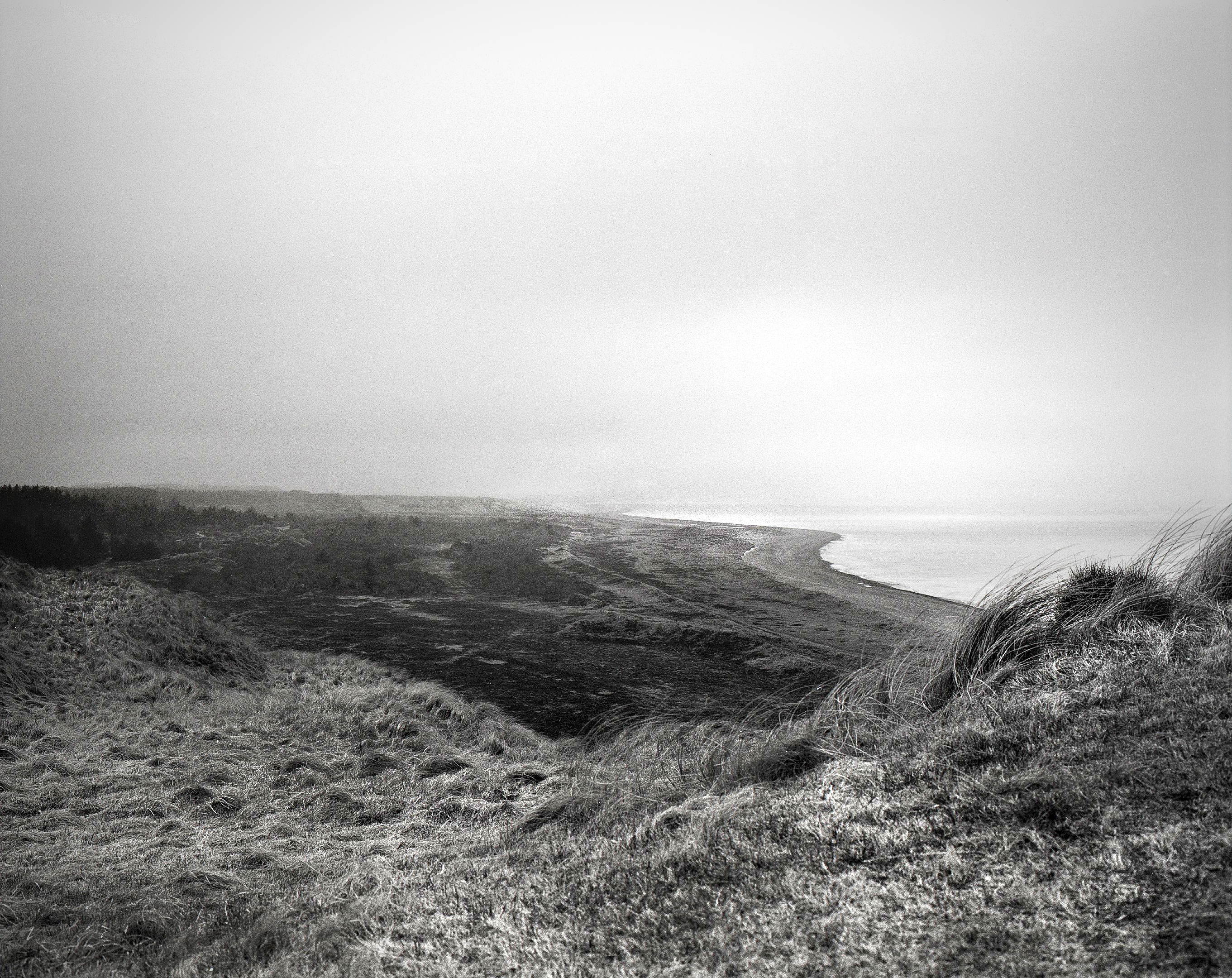
Vista de la bahía
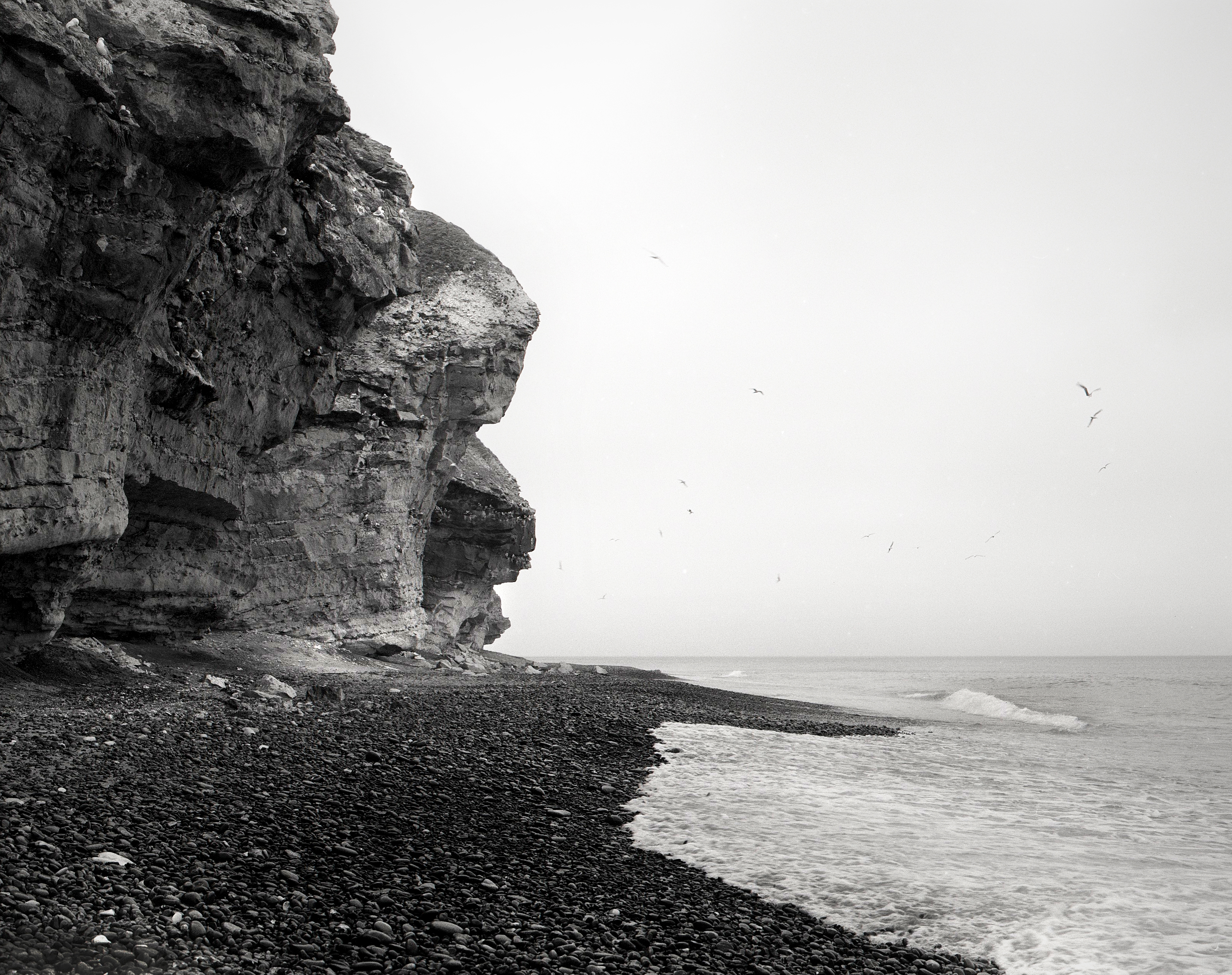
El Bulbjerg durante la marea baja